# Маньково-Берёзовское сельское поселение
Маньково-Берёзовское сельское поселение — муниципальное образование в Милютинском районе Ростовской области.
Административный центр поселения — слобода Маньково-Берёзовская.

## Административное устройство
В состав Маньково-Берёзовского сельского поселения входят:
- слобода Маньково-Берёзовская;
- хутор Богачев;
- хутор Верхнепетровский;
- хутор Гоголевский;
- хутор Нижнепетровский;
- хутор Отрадно-Курносовский;
- хутор Павловка;
- хутор Решетняков;
- хутор Семеновка;
- хутор Степано-Савченский.

## Население
| 2010  | 2012  | 2013  | 2014  | 2015  | 2016  | 2017  |
| ----- | ----- | ----- | ----- | ----- | ----- | ----- |
| 2507  | ↘2447 | ↘2395 | ↘2347 | ↘2320 | ↘2310 | ↘2282 |
| 2018  | 2019  | 2020  | 2021  |       |       |       |
| ↘2244 | ↘2186 | ↘2157 | ↘2111 |       |       |       |